# Хайнрих III (Люксембург)
Вижте пояснителната страница за други личности с името Хайнрих III.
Хайнрих III (на немски: Heinrich III, * 1070, † 1096) e от 1086 до 1096 г. граф на Люксембург и фогт на Ехтернах.
Той е син и наследник на граф Конрад I († 1086) и съпругата му Клеменция Аквитанска († сл. 1129). Наследен е от брат му Вилхелм I.